# Landwirtschaftliche Produktionsgenossenschaft
Pour les articles homonymes, voir LPG.

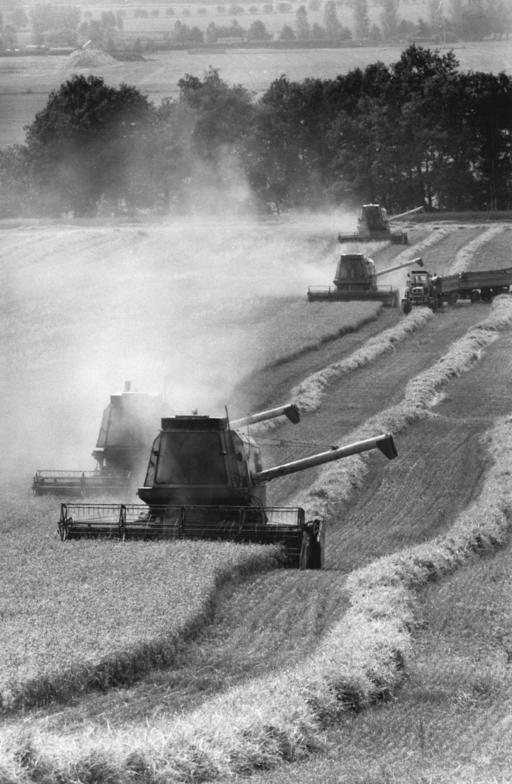
Moisson du blé dans une LPG, en 1986.

Une Landwirtschaftliche Produktionsgenossenschaft (LPG, en français : « coopérative de production agricole ») est une exploitation agricole de type collectif, analogues aux kolkhozes soviétiques, dans la République démocratique allemande. Ce type d'exploitation a démarré dans les années 1950, avant d'atteindre une taille industrielle dans les années 1960. Avec les fermes d’État (Volkseigenes Gut), analogues aux sovkhozes, elles représentaient près de 90% des agriculteurs et des surfaces tout comme de la production. Chaque exploitation était spécialisée sur un type d'élevage ou de culture. Après la chute de la RDA, elles sont soit démantelées, soit transformées.